# Votes for Women (Zeitschrift)

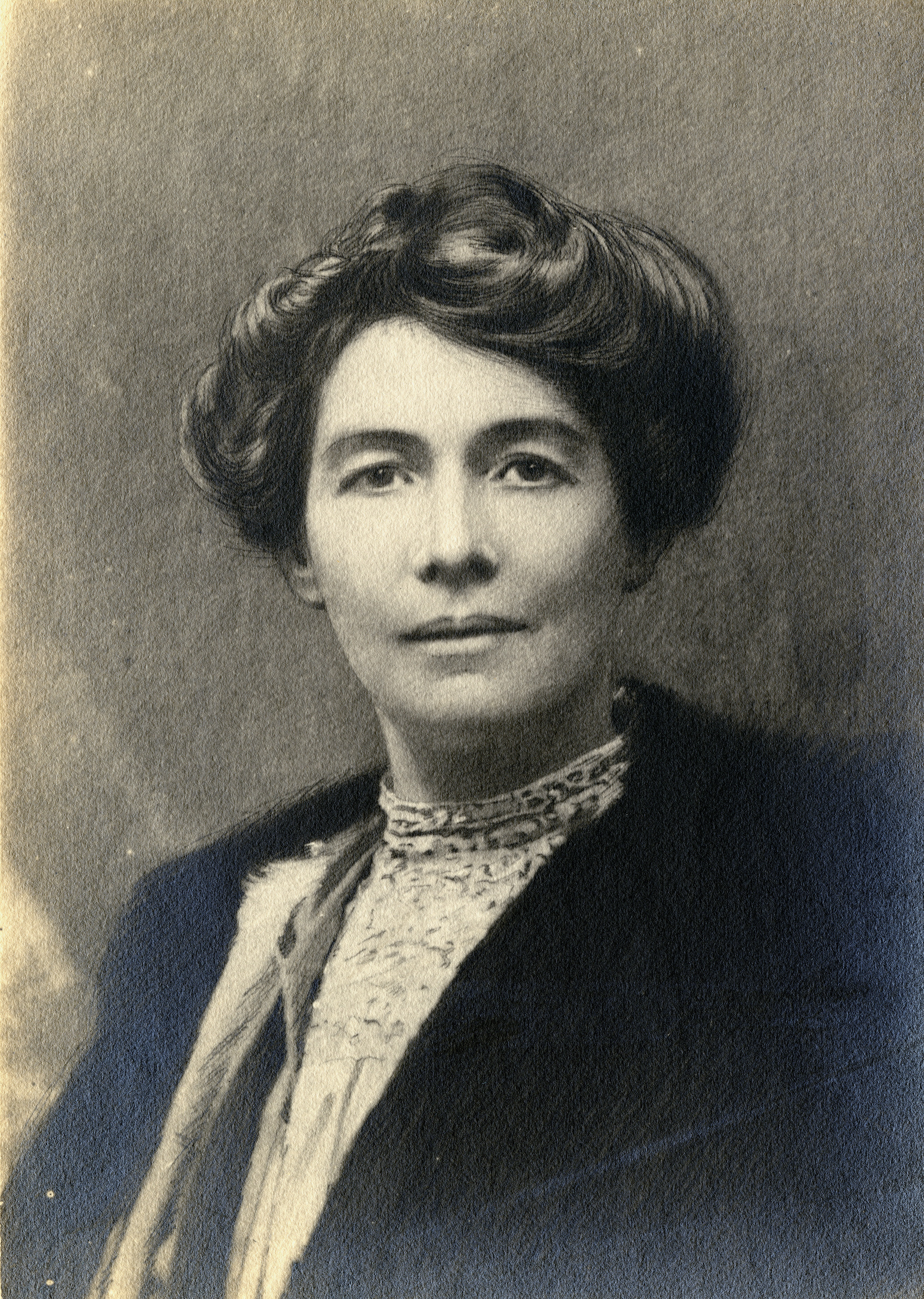
Emmeline Pethick Lawrence (um 1910), Herausgeberin der Votes for Women

Votes for Women war eine Zeitschrift im Vereinigten Königreich, die sich zu Beginn des 20. Jahrhunderts mit der Frauenrechtsbewegung beschäftigte. Bis 1912 war sie das offizielle Nachrichtenblatt der Women’s Social and Political Union, der führenden Organisation der Suffragetten. In der Folge wurde es in kleinerer Auflage fortgesetzt, zuerst unabhängig und dann als Organ der „United Suffragists“.

## Geschichte

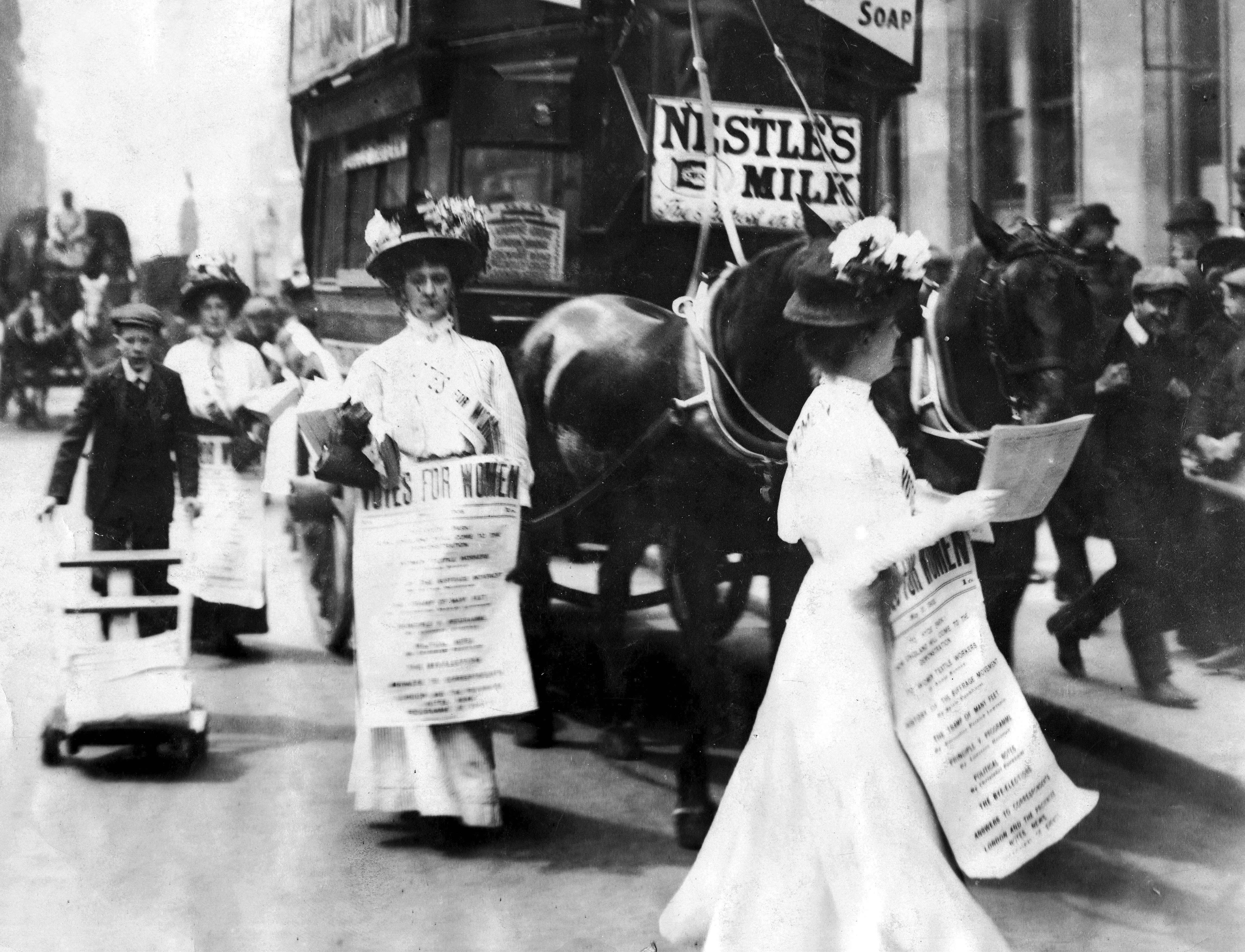
Frauen verkaufen die Zeitschrift 1908 auf der Fleet Street in London

### Anfänge
Die Zeitschrift wurde im Oktober 1907 von Emmeline Pethick-Lawrence und ihrem Mann Frederick begründet. Die Zwei wurden Herausgeber der Zeitschrift, die beim Verlag „St Clement's Press“ erschien. Sie wurde das offizielle Nachrichtenorgan der Women’s Social and Political Union (WSPU), die schon die führende militante Suffragetten Organisation des Landes war.
Viele Exemplare wurden von den WSPU-Mitgliedern im Straßenverkauf an die Frau oder den Mann gebracht.
Dabei wurden die Pflasterverkäufer oft durch Passanten belästigt und sie waren gezwungen, in der Gosse zu stehen, wenn sie nicht durch die Polizei wegen „obstruction of the pavement“ (dt.: Versperren des Gehwegs) eingesperrt werden wollten.
Am Anfang kostete die Zeitschrift drei Penny und wurde monatlich herausgegeben, mit wöchentlichen Beilagen zur Aktualisierung. Ab April 1908 erschien sie wöchentlich und im darauffolgenden Monat wurde der Preis auf nur einen Penny gesenkt. Während dieses Zeitraums sah die WSPU die Zeitschrift als Instrument an, um Neue zu werben und Spenden zu gewinnen. Deshalb wandte man viel Zeit auf, um die Verbreitung zu erhöhen. So wurden zum Beispiel im Sommer, wenn sie an der See Urlaub machten, die Mitglieder der WSPU verpflichtet, neue Abonnenten zu gewinnen.

### Höhepunkt

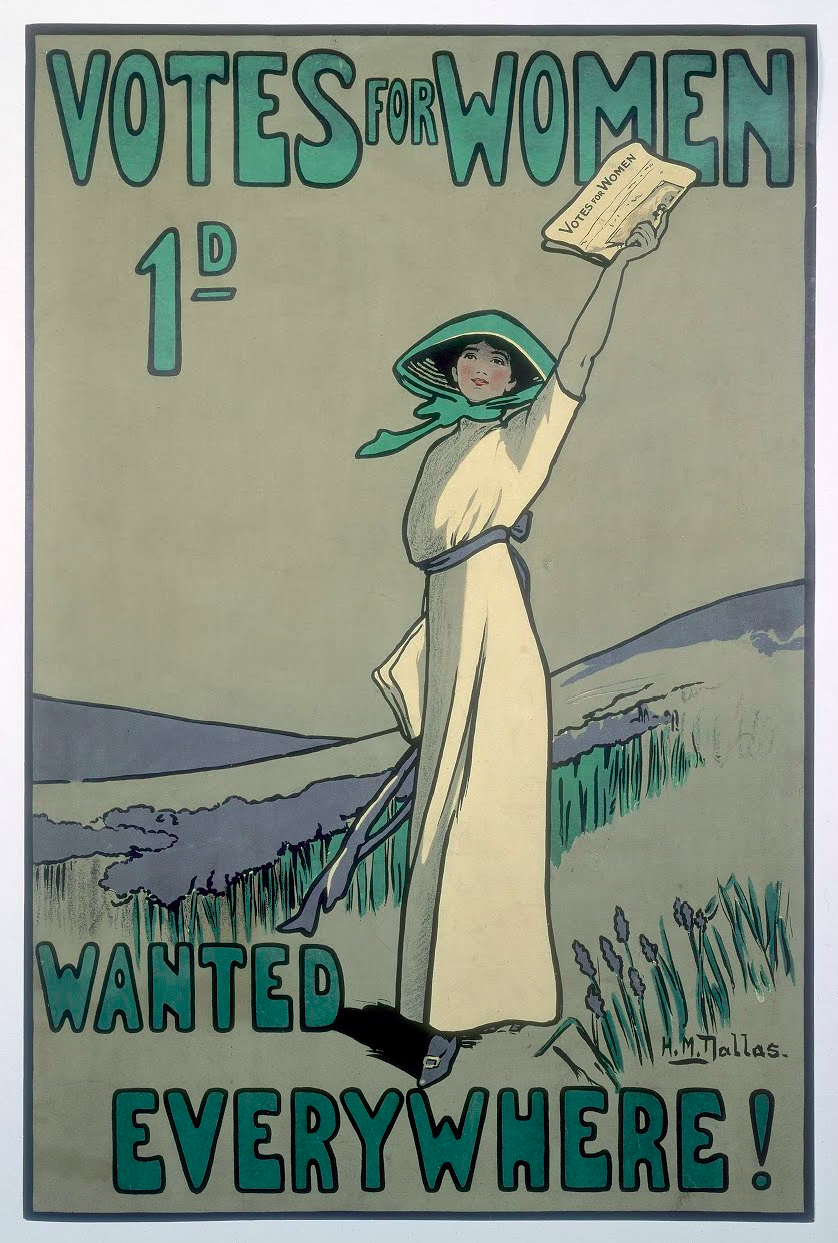
Poster gemacht von Hilda Dallas (1909)

Die Zeitschrift wurde 1909 umgestaltet und das Seitenformat vergrößert. Die WPSU begann mit einer großen Anzeigenkampagne, während der auch ein Bus durch London tourte, und schuf Dauerverkaufsstände in der Innenstadt von London. Dies führte die Auflage in den ersten Monaten von 1910 zu einer Spitze von 33.000 Exemplaren. Prominente Werbung erfuhr die Publikation 1912, als Fanny Bullock Workman, Bergsteigerin der ersten Stunde, sich auf einem Gletscher von ihrem Mann William fotografieren ließ und die Titelseite von Votes for Women in die Kamera hielt.

### Veränderungen

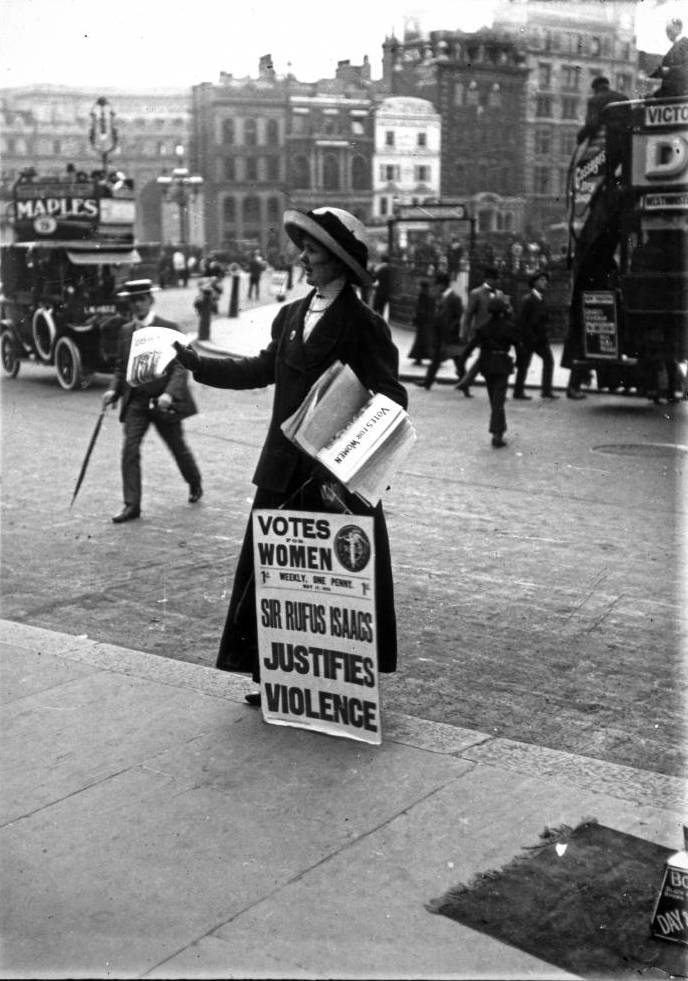
Eine Frau, die Votes for Women verkauft

1912 wurde die Pethick-Lawrences verhaftet und Evelyn Sharp übernahm kurz die Herausgabe. Später wurden die  Pethick-Lawrences von der WSPU ausgeschlossen und gaben danach unabhängig die Zeitschrift heraus; die Unterstützer wurden in einer „Votes for Women Fellowship“ organisiert. Der Zweck dieser Unterstützergruppe sollte sein, dass die Mitglieder einer ganzen Reihe von Frauenrechtsorganisationen dabei sein konnten, gleich ob sie militant oder nicht-militant waren. Die Unterstützergruppe schuf Untergruppen im ganzen Land, die den Schwerpunkt ihres Engagements auf Bildung legten. Das brachte einige Mitglieder dazu, den Plan zu einer neuen Aktionsgruppe zu schmieden. Im Februar 1814 verkündete Votes for Women die Bildung der Gruppierung „United Suffragists“, innerhalb der die Pethick-Lawrences aktiv wurden. Und im August übertrugen sie die Leitung der Zeitschrift auf die neue Gruppierung. Sharp übernahm dann die alleinige Herausgeberschaft bei der Zeitschrift.

## Spätere Jahre
Die Zeitschrift erschien auch während des Ersten Weltkriegs, aber mit einer sehr reduzierten Auflage. Und sie kämpfte um ihre finanzielle Unabhängigkeit. Sharp richtete das Blatt mehr auf den Geschmack der Frauen der Mittelklasse aus; der Slogan war „The War Paper for Women“ (dt.: „Die Kriegszeitung für Frauen“). Obwohl sie sich persönlich zur Kriegsgegnerin entwickelte, sorgte sie für die Aufrechterhaltung einer neutralen Ausrichtung des Blattes.
Der Frauenrechtskampf war Anfang 1918 weitgehend abgeflaut und im März dieses Jahres lösten sich die „United Suffragists“ auf, worauf die Zeitschrift auch ihr Erscheinen einstellte.